# Шиллинг, Клаус
Клаус Карл Шиллинг (5 июля 1871, Мюнхен — 28 мая 1946, Ландсберг-на-Лехе) — немецкий медик, участник медицинских экспериментов, проводившихся над заключёнными концлагеря Дахау. После поражения гитлеровской Германии был приговорён к смертной казни через повешение, казнён в 1946 году.

## Биография
Клаус Шиллинг родился 5 июля 1871 года в Мюнхене. Там же изучал медицину, в 1895 году получил докторскую степень. Занимался медицинской практикой на территории африканских колоний, принадлежавших Германской империи. Как специалист по тропическим заболеваниям в 1905 году был приглашён на работу в институт Роберта Коха.
В 1936 году переехал в Италию. Там он по поручению властей Италии, обеспокоенных вспышками малярии в итальянских войсках во время второй итало-эфиопской войны, изучал процесс иммунизации. Шиллингу дали возможность проводить эксперименты на заключённых психиатрических лечебниц Вольтерры и Сан-Никколо ди Сьена. Правительство Германии частично финансировало его исследования.
В 1941 году вернулся в Германию. В начале 1942 года Шиллингу по приказу Гиммлера была предоставлена лаборатория по исследованию малярии, расположенная в Дахау. Количество заключённых над которыми проводились эксперименты составило около одной тысячи человек, из них умерли, по разным данным, от 300 до 400 человек.
После войны был арестован. 13 октября 1945 года Шиллинг был приговорён к смертной казни через повешение. Он был казнён 28 мая 1946 года в Ландсбергской тюрьме.